# Valvorina
Stoccaredo is een plaats (frazione) in de Italiaanse gemeente Gallio.